# Lluís Torrent i Suñé
|  | Aquest article tracta sobre l'empresari català del sud. Si cerqueu el compositor i músic nord-català, vegeu «Lluís Torrent». |

Lluís Torrent i Suñé   (Torroella de Montgrí, 13 de gener de 1949) és un empresari català. Ha estat president del Col·legi d'Agents de la Propietat Immobiliària de Girona (API) entre 1987 i 1998, i des de l'any 1979 és director general de Panini España SA. El 1994 va cofundar i presidir l'Associació d'Apartaments Turístics de Girona (ATA). Des del 2006, va ser president de la Federació Catalana d'Apartaments Turístics (FEDERATUR), que representa els interessos de les empreses dedicades al lloguer turístic a Catalunya.
El 2019 va rebre el premi Josep Pujol i Aulí a la tasca professional, atorgat pel Patronat de Turisme Costa Brava. El 1999 també havia rebut la Medalla d'Or del Col·legi API Girona per la seva tasca com a expresident.